# Ohrenstöpsel

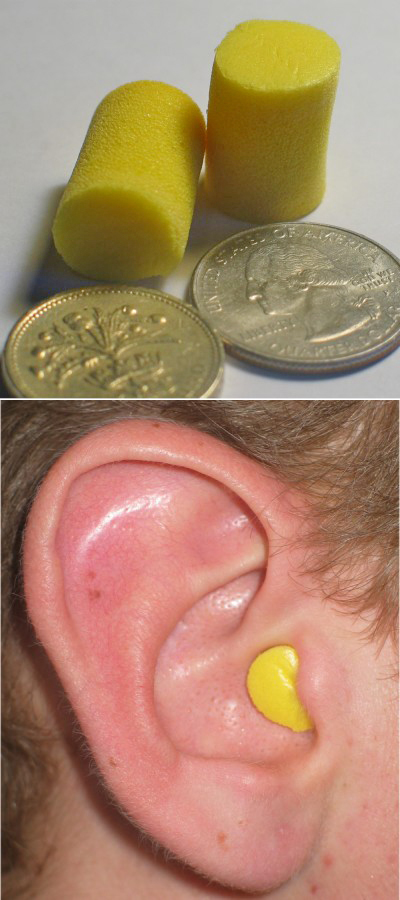
Schaumstoffohrenstöpsel

Ohrenstöpsel (auch Gehörschutzstöpsel, Ohrstöpsel) sind je nach Material mehr oder weniger flexible Objekte zum Einführen in den Gehörgang zur Senkung des Schalldruckpegels. Sie sind eine leichte Art von Gehörschutz.
Sie verhindern eine übermäßige Belastung bzw. Schädigung (Knalltrauma, Lärmschwerhörigkeit) des Innenohres durch akustische Impuls- oder Dauerschallereignisse (Lärm) wie z. B. durch Lärm am Arbeitsplatz oder im Freizeitbereich (Konzerte, Diskotheken), bei Motorenlärm oder beim Gebrauch von Schusswaffen. Auch beim Spielen von Lärminstrumenten (z. B. Trillerpfeife, Blockflötenkopf, Ratsche, Schlagzeug) werden sie verwendet.
Aufgrund der natürlichen Biegung des äußeren Gehörganges wird der Ohrenstöpsel oft nicht tief genug eingesetzt. Der Gehörgang kann während des Einführens gestreckt werden, indem man mit der anderen Hand die Ohrmuschel nach oben zieht. Nach dem Einsetzen etwa zehn Sekunden in Position gehalten, dehnt sich der Ohrenstöpsel wieder aus.
Regelmäßig für längere Zeit Ohrenstöpsel zu tragen ist umstritten, da es die Vermehrung von Krankheitserregern im Ohr begünstigen kann. Bei sehr häufigem Tragen kann es auch zu Überempfindlichkeiten hinsichtlich der Wahrnehmung kommen (herabgesetzte Störschwelle, Hyperakusis). Außerdem kann es, je nach Härte des Materials, zu Reizungen des Gehörganges kommen.
Ohrstöpsel unterliegen als Gehörschützer der Verordnung (EU) 2016/425 (PSA-Verordnung). Sie sind der Kategorie III zugeordnet und erfordern daher eine EU-Baumusterprüfung sowie eine Überwachung zur Überprüfung der Konformität mit dem Baumuster. Ein Prüfgrundsatz des Instituts für Arbeitsschutz der Deutschen Gesetzlichen Unfallversicherung (IFA) beschreibt die Prüfung von Gehörschutzprodukten, die in der EU in Verkehr gebracht werden sollen.

## Verschiedene Arten von Ohrenstöpseln
Man unterscheidet
- vor Gebrauch zu formende Stöpsel zum Einmalgebrauch (z. B. aus wachsgetränkter Watte oder aus Schaumstoff).
- fertig geformte Stöpsel zum Einmalgebrauch.
- fertig geformte Stöpsel zum mehrfachen Gebrauch (z. B. individuell angepasste Stöpsel aus Kunststoff, teilweise mit regulierbarer Lärmdämmung oder auch mit Griff).

Die Stöpsel können aus Schaumstoff, Weichkunststoff, Wachs, Silikon, Wolle oder Watte bestehen.
Einfache Ohrenstöpsel aus Wachs oder Schaumstoff haben oft einen hohen Wirkungsgrad. Sie haben jedoch meistens einen stark nichtlinearen Frequenzgang, der durch überproportionale Dämpfung der hohen Frequenzen die Sprachverständlichkeit einschränkt. Es gibt auch teurere Varianten, die sich durch bessere Linearität auszeichnen.

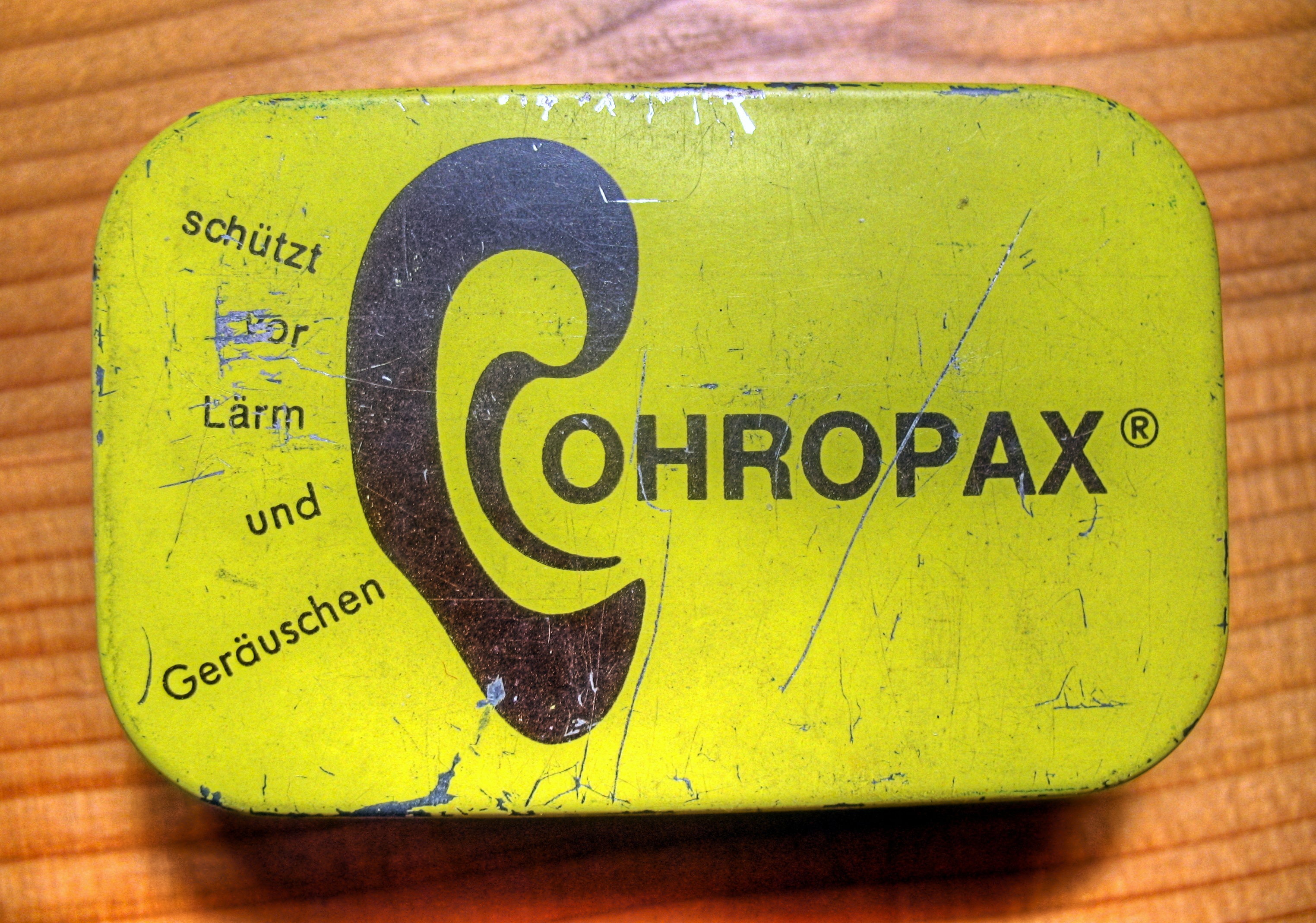
Ohropax-Blechdose
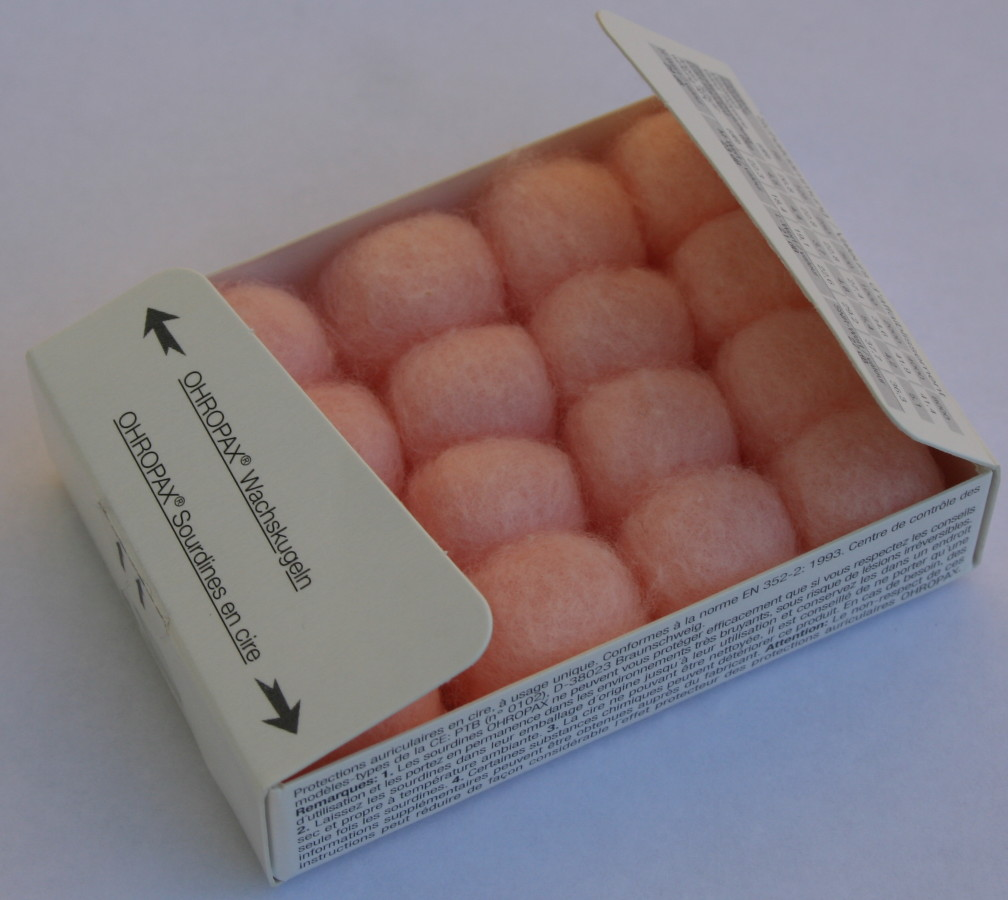
Ohropax-Wachskugeln
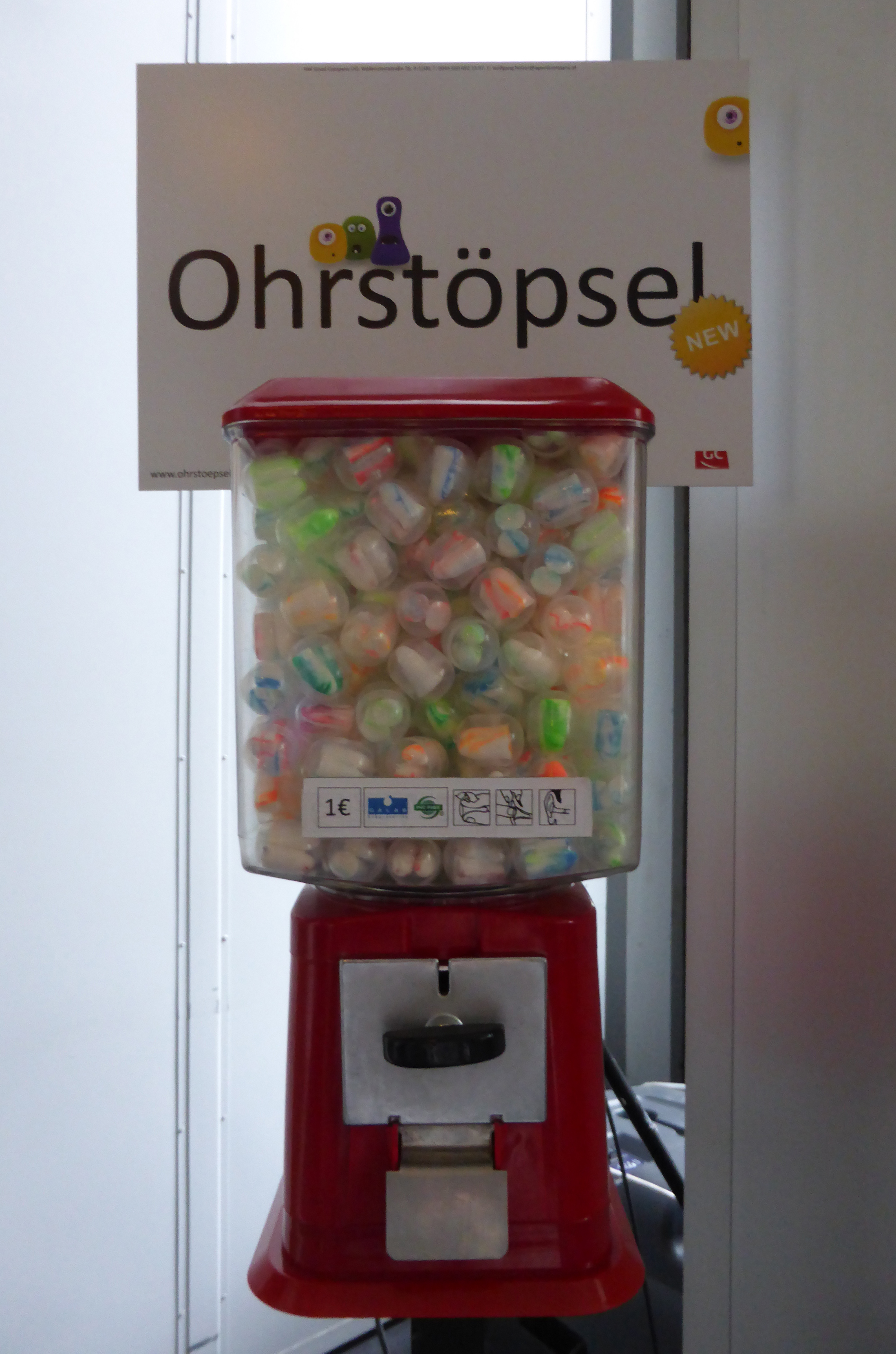
Ohrstöpselautomat
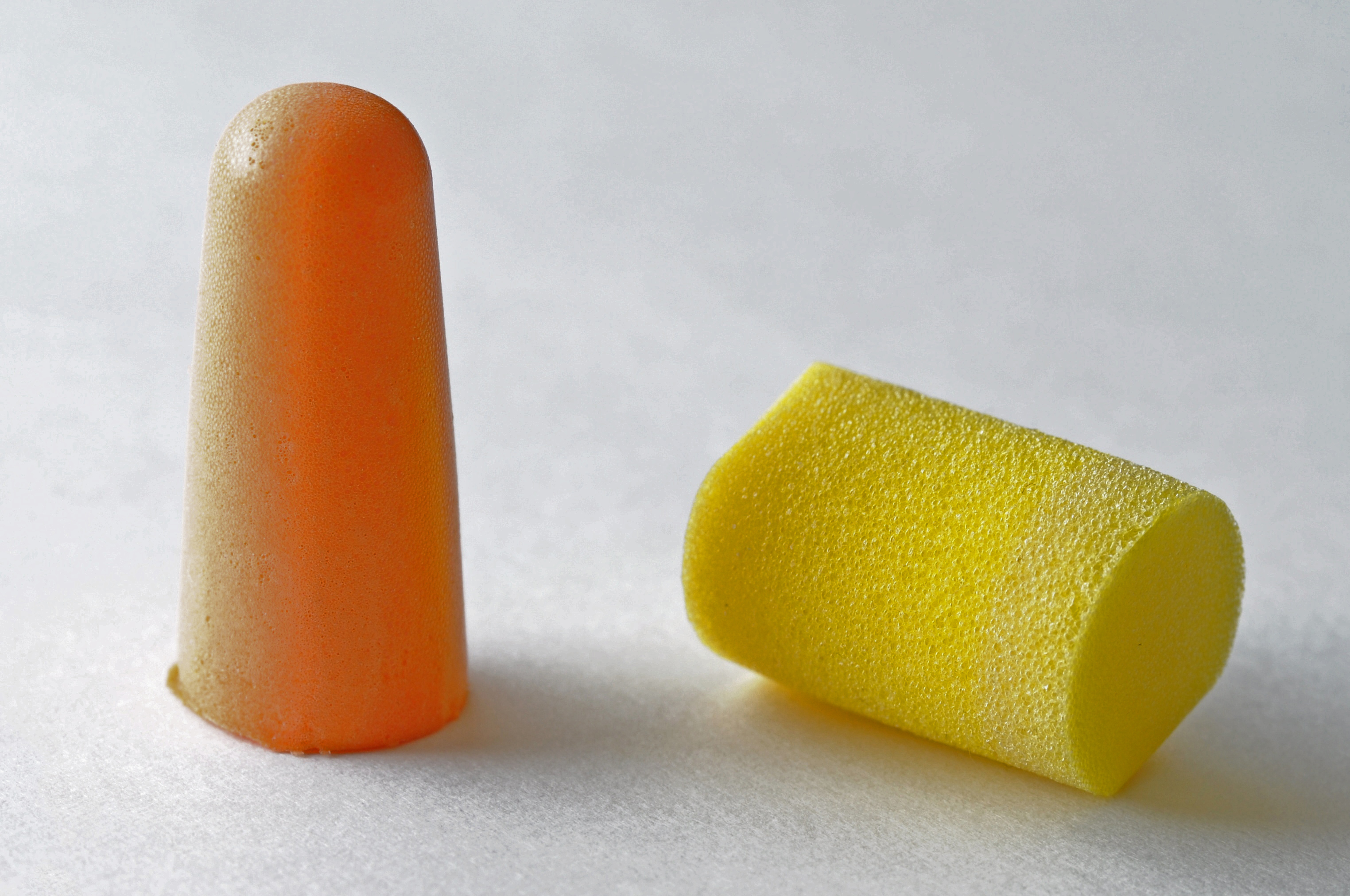
Zwei verschiedene Ohrenstöpsel aus Schaumgummi
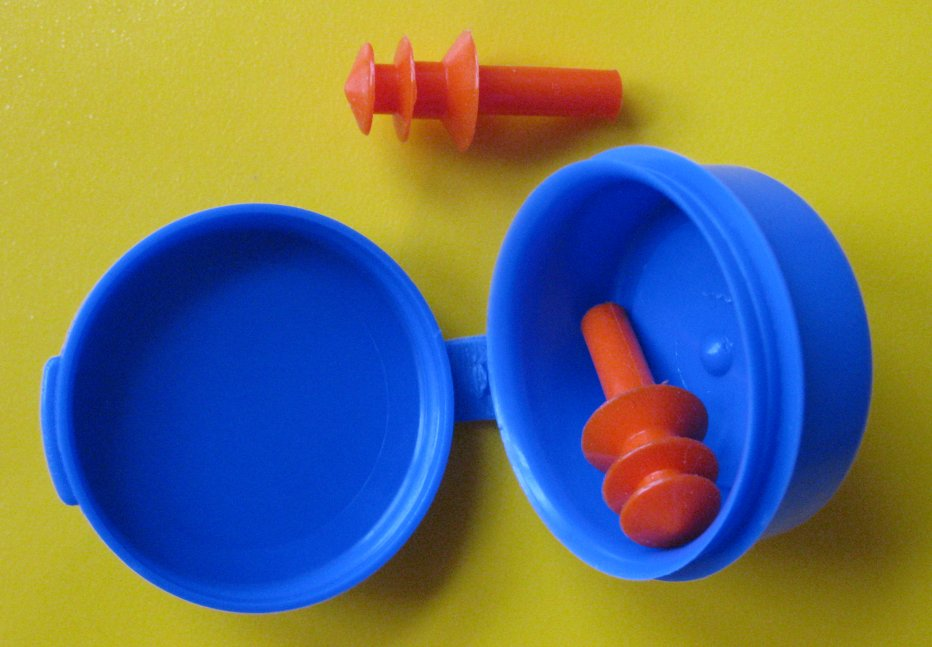
Ohrenstöpsel (KIND), 1980er Jahre bei der Bundeswehr
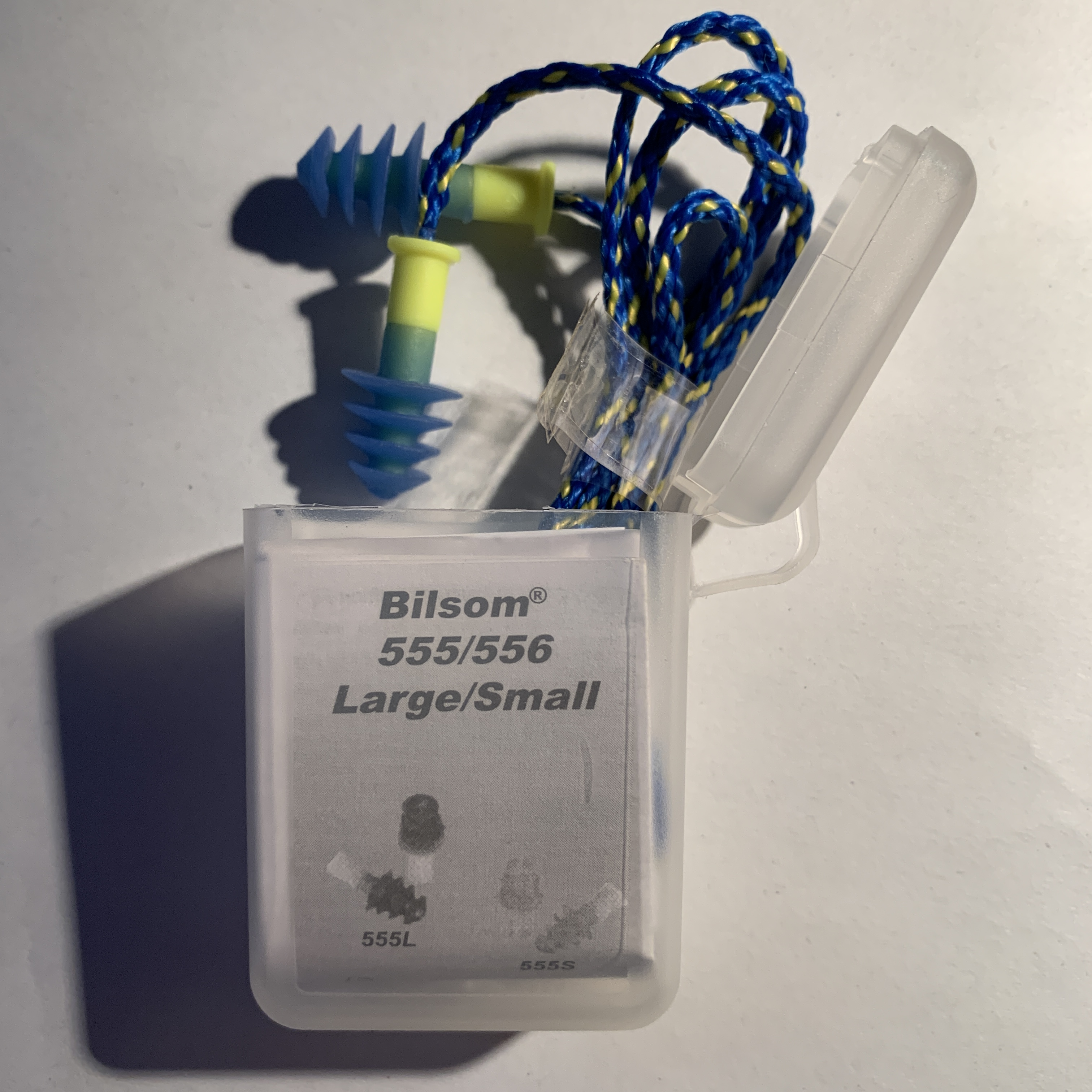
Ohrenstöpsel (Bilsom)
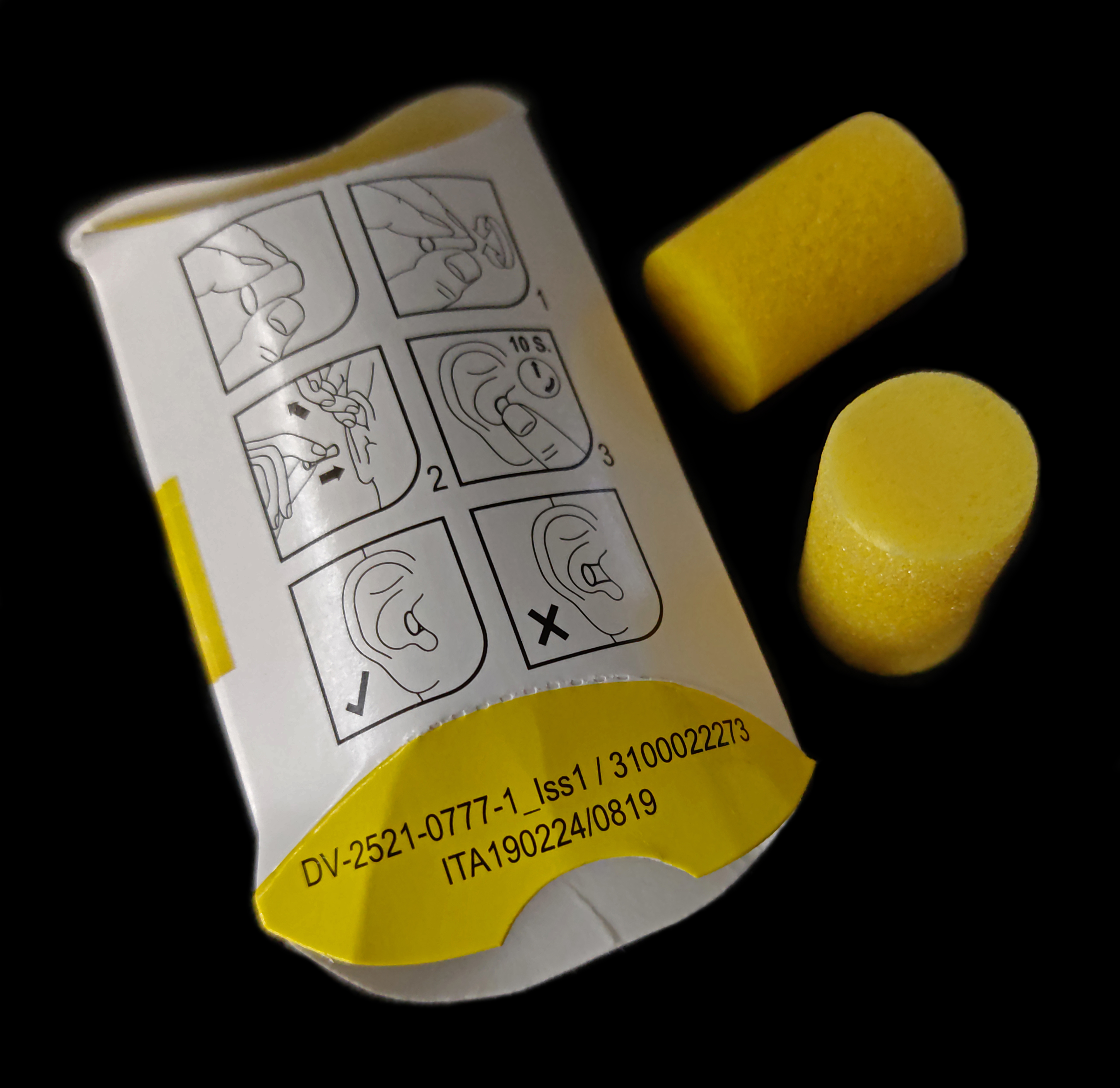
Ohrenstöpsel und Behälter mit aufgedruckter Anleitung

## Geschichte
Ohrenstöpsel gibt es in der Menschheitsgeschichte bereits in der Antike. So schilderte bereits der griechische Dichter Homer in dem Werk Odyssee, wie Odysseus seinen Gefährten die Ohren mit Wachs-Ohrenstöpsel verschloss, um sie vor den Klängen der Sirenen zu schützen, bevor sie mit ihrem Schiff deren Küste passierten.
1907 entwickelte  Max Negwer Ohrenstöpsel aus Wachs und gründete das Unternehmen Ohropax. 1916 wurden die von Ohropax hergestellten Ohrstöpsel Teil des Marschgepäcks der deutschen Soldaten, welche im Ersten Weltkrieg unter der Geräuschentwicklung der Artillerie litten.